# Chereluș, Arad
Chereluș este un sat în comuna Șicula din județul Arad, Crișana, România.

## Geografie
Localitatea Chereluș este situată în partea de vest a țării, la "granița" dintre Banat și Crișana. Este una dintre cele mai străvechi vetre românești și arădene din pridvorul “Țării Zarandului “ Comunitațile umane de sub poalele Munților Codrului și Zarandului, de pe firul Crișului Alb până la Câmpia Aradului, încep să evolueze în epoca bronzului și fierului, când în spațiul arădean apare o mare bogație de dovezi arheologice, care atestă cele mai vechi comunitați dacice din Transilvania și Banat.

## Istoric
Urme ale vieții pe aceste meleaguri (monede dacice) descoperite atestă că satul Chereluș a existat în secolele III – II înaintea lui Hristos. Tezaurile dacice sunt cele mai grăitoare mărturie că stramoșii noștri daci s-au născut pe aceste pământuri, au rămas neclintiți aici, continuându-și bogata lor viața materială și spirituală peste veacuri, lăsând moștenire din generație în generație, valori nepieritoare care au înscris neamul românesc în universalitate.
Evoluția localității Chereluș în perioada medievală este aproape asemănătoare istoriei întregii zone a Ineului, fiind înrâurită de istoria cetații medievale a Ineului. Cea mai veche dovadă arheologică o reprezintă monedele dacice din Chereluș, datate din sec. al II –lea î.Hr., reprezentând pe avers capul Hercules, iar pe revers calul și călărețul.
Existența unui tezaur monetar la Chereluș demonstrează faptul că în acest spațiu de pe albia Crișului Alb și din largul Câmpiei Aradului așezările dacice erau puternice economic, social –politic și spiritual.
Localitatea Chereluș pe langa faptul ca este o asezare foarte veche este renumita pentru lupta localnicilor impotriva dominatiei ungare si mai apoi austro-ungare. La Chereluș și în pădurile care împrejmuiau satul s-au format cete de haiduci care jefuiau baronii unguri și îi ajutau pe țărani.
În anul 2012 a fost lansată Monografia localității Chereluș, autori Dehelean Valeriu, Herlo Ioan  Arhivat în 5 mai 2016, la Wayback Machine.

## Demografie
La recensământul din anul 1930 au fost înregistrați 2.409 locuitori, dintre care 1.988 greco-catolici, 297 romano-catolici, 90 ortodocși, 16 reformați, 10 luterani ș.a. La recensământul din 2002 avea o populație de 973 locuitori.

## Drumuri
- DN 79A asigură legătura cu: Vârfurile–Sebiș–Ineu–Chișineu-Criș–Vărșand (pct. de frontiera) –Drum asfaltat
- DJ 791 Chereluș–Sintea Mică–Olari–Sântana–Zimandu Nou, este un drum nemodernizat, datorită faptului că legătura este întreruptă în zona Crișului Alb, podul fiind abandonat și deteriorat, iar drumul impracticabil.

### Situatia drumurilor
- D.N.79A - asfaltat
- D.C.132 Cherelus-Sepreus - asfaltat partial cca. 1 km
- Drumuri = 8,9 km pietruite și 1,5 km pământ

## Personalități
- Ion Flueraș (1882 - 1953) socialist român, de meserie rotar.
- Bodányi Ödön (1856 - 1921)